# Izsak (kráter)
Izsak je měsíční impaktní kráter nacházející se na odvrácené straně Měsíce a tudíž není pozorovatelný přímo ze Země. Má průměr 31 km, pojmenován je podle maďarského astronoma Imre Izsaka. Jižně leží větší kráter Schaeberle.

## Satelitní krátery
V okolí kráteru se nachází několik menších kráterů. Ty byly označeny podle zavedených zvyklostí jménem hlavního kráteru a velkým písmenem abecedy.
| Izsak | Sel. šířka | Sel. délka | Průměr |
| ----- | ---------- | ---------- | ------ |
| T     | 23.2° J    | 114.8° V   | 14 km  |